# Fuser (Unix)
fuser je v informatice název unixového příkazu pro příkazový řádek sloužícího pro zobrazení procesů pracujících u určeným souborem, souborovým systémem nebo unixový socket. Výstup z fuser je užitečný při diagnostice činnosti procesů (používané soubory, otevřené síťové porty či spojení), při neúspěšném pokusu o odpojení souborového systému příkazem umount a podobně.

## Použití
Nástroj fuser vrací nenulový návratový kód, jestliže žádný ze souborů není využíván nebo v případě fatální chyby. Jestliže poslední přístup uspěl, fuser vrátí nulovou hodnotu.

### Příklad
Zjistěte, které procesy používají adresář /home:
```
 $ 
fuser
 
-m
 
-u
 
/home

 /home:   1563c(huzva)

```

Nástroj fuser zobrazí čísla procesů (PID), které využívají určený soubor nebo souborový systém. V původním zobrazovacím módu je každý název souboru
následován písmenem, které označuje typ přístupu:
- c : aktuální adresář
- e : spustitelné
- f : otevřít soubor
- F : otevřít soubor pro zápis.
- r : adresář root
- m : odkazující soubor nebo sdílená knihovna

Nástroj fuser lze také použít pro výpis procesů používajících síťový port:
```
 $ 
fuser
 
-v
 
-n
 
tcp
 
80

                      USER        PID ACCESS COMMAND

 80/tcp:              root       3067 F.... (root)httpd

                      apache     3096 F.... (apache)httpd

                      apache     3097 F.... (apache)httpd

```

## Přepínače
- -k : zruší všechny procesy přistupující do souboru, například fuser -k /path/to/your/filename ukončí bez potvrzení všechny procesy přistupující do tohoto adresáře.
- -i : interaktivní mód. Zeptá se na potvrzení ukončení procesu.
- -v : verbose. Přidá podrobné informace.
- -u : přidá název uživatele
- -a : zobrazí všechny soubory

## Příbuzné příkazy
- Výpis všech otevřených souborů a procesů, které je otevřeli, můžeme získat pomocí příkazu lsof.
- Obdobný příkaz na BSD operačních systémech je fstat.